# Leonard, Minnesota
Leonard là một thành phố thuộc quận Clearwater, tiểu bang Minnesota, Hoa Kỳ. Năm 2010, dân số của thành phố này là 41 người.

## Dân số
- Dân số năm 2000: 29 người.
- Dân số năm 2010: 41 người.